# عبدالحمید فتحی
عبدالحمید فتحی (زاده ۲۱ فروردین ۱۳۲۷) شمشیرباز و مربی سابق اهل ایران است. او در بازی‌های المپیک تابستانی ۱۹۷۶ در رشته سابر (تیمی و انفرادی) رقابت کرد. عبدالحمید فتحی در بازی‌های بازی‌های آسیایی ۱۹۷۴ مدال طلا کسب نمود.